# Marie Magdalene Charlotte von Stoltzenberg

Marie Magdalene Charlotte in späteren Jahren als Freifrau Lauer von Münchhofen

Marie Magdalene Charlotte Baronin von Stoltzenberg (* 25. Januar 1763 in Gotha; † 3. März 1838 in Plaue), auch Freifrau von Stoltzenberg, geborene Cramer beziehungsweise Kramann, verwitwete Carl, in dritter Ehe Freifrau Lauer von Münchhofen, war eine Schauspielerin, Mätresse, Schlossherrin und Ahnherrin der Familien von Stoltzenberg und Lauer von Münchhofen.

## Leben und Wirken

### Schauspielerin und erste Ehe
Marie Magdalene Charlotte wurde als Tochter eines Gothaer Hofkellermeisters geboren. Sie wurde früh Schauspielerin und heiratete 1780 im Alter von 17 Jahren in Münster den Schauspielerkollegen Carl, der bereits im darauf folgenden Jahr von einem Leutnant von Schönebeck im Streit erstochen wurde. Die 18-jährige Witwe arbeitete in Hamburg am Dreyerschen Theater, hatte Gastspiele in Breslau und wechselte schließlich an das Theater in Schwedt, dessen Mäzen der über 70-jährige Markgraf von Brandenburg und Prinz von Preußen Friedrich Heinrich von Brandenburg-Schwedt war, der ob seiner zahlreichen Verhältnisse Der Schlimme Markgraf genannt wurde. Marie Magdalene Charlotte hatte Rollen als Kammer- und Opernsängerin, in Trauer- und in Lustspielen.

### Mätresse und Ehefrau des Markgrafen von Brandenburg-Schwedt

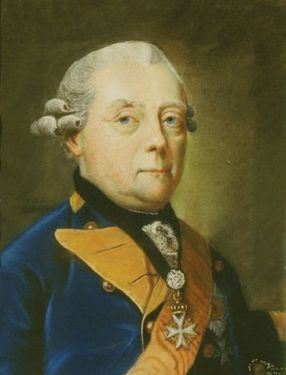
Markgraf Friedrich Heinrich von Brandenburg-Schwedt

Sehr schnell soll sie die Mätresse des Markgrafen geworden und in das Schloss Schwedt gezogen sein. Am 15. Januar 1782 brachte sie unehelich Friedrich Carl, später Baron von Stoltzenberg († 3. Januar 1845), zur Welt, den Friedrich Heinrich von Brandenburg-Schwedt als seinen Sohn anerkannte. Kurze Zeit später, am 27. Januar 1782, starb Friedrich Heinrichs Ehefrau Leopoldine Marie von Anhalt-Dessau. Nach deren Tod wurde Marie Magdalene Charlotte Carl mehr und mehr die Dame des Hauses.
1784 gingen der 75-jährige Markgraf Friedrich Heinrich und die 20- beziehungsweise 21-jährige Marie Magdalene Charlotte eine Gewissensehe (Mariage de conscience) ein. Vom Ehemann erhielt sie das Gut Stolzenberg zum Nießbrauch und finanzielle Zuwendungen. Das Eigentum an Stolzenberg konnte der Markgraf seiner Frau nicht übertragen, da seine Töchter aus erster Ehe auf dieses Anspruch hatten. Im folgenden Jahr brachte Marie Magdalene Charlotte einen zweiten Sohn, Heinrich Carl, zur Welt, der jedoch bereits am 10. August 1786 einjährig verstarb.
Auf den 5. September 1786 datiert wurde Marie Magdalene Charlotte auf Betreiben ihres Mannes vom neuen König von Preußen und Kurfürsten von Brandenburg Friedrich Wilhelm II., dieser hatte erst im Vormonat den Thron bestiegen, als Baronin von Stoltzenberg nobilitiert. 
Die Standeserhöhung betraf auch ihre Söhne, also auch den im Vormonat verstorbenen Heinrich Carl Baron von Stoltzenberg, der im Erbbegräbnis der Schwedter Hohenzollern bestattet worden war. Die Nobilitierung soll Friedrich Heinrich von Brandenburg-Schwedt von Friedrich Wilhelm II. noch zu Lebzeiten des Königs Friedrich II., des Alten Fritz, zugesagt worden sein. In der Sache soll es Friedrich Wilhelm II. um die Schaffung eines Präzedenzfalls gegangen sein, da er ebenfalls die Nobilitierung seiner eigenen Mätresse Wilhelmine Rietz beabsichtigte. Etwa zwei Jahre später, am 12. Dezember 1788 starb Friedrich Heinrich von Brandenburg-Schwedt.
Honoré Gabriel de Riqueti, comte de Mirabeau vermerkte zur Nobilitierung:

„Der König hat die Mätresse des Markgrafen von Schwedt nobilitiert und sogar baronisiert (als Freifrau von Stoltzenberg; das ist der Name einer Herrschaft von etwa 8.000 Talern Einkünften, die der Markgraf ihr schenkt). Sie ist nichts weiter als eine ziemlich hübsche Deutsche, eine frühere Komödiantin, von welcher der Markgraf einen Sohn hat. Man wollte dem 77-jährigen Greis nicht die einzige Sache abschlagen, um die er bat und bitten konnte. Vielleicht geschieht dies auch, um sich einen Vorwand zu schaffen, dasselbe für Madame Rietz zu tun.“

### Dritte Ehe und Leben auf Schloss Plaue

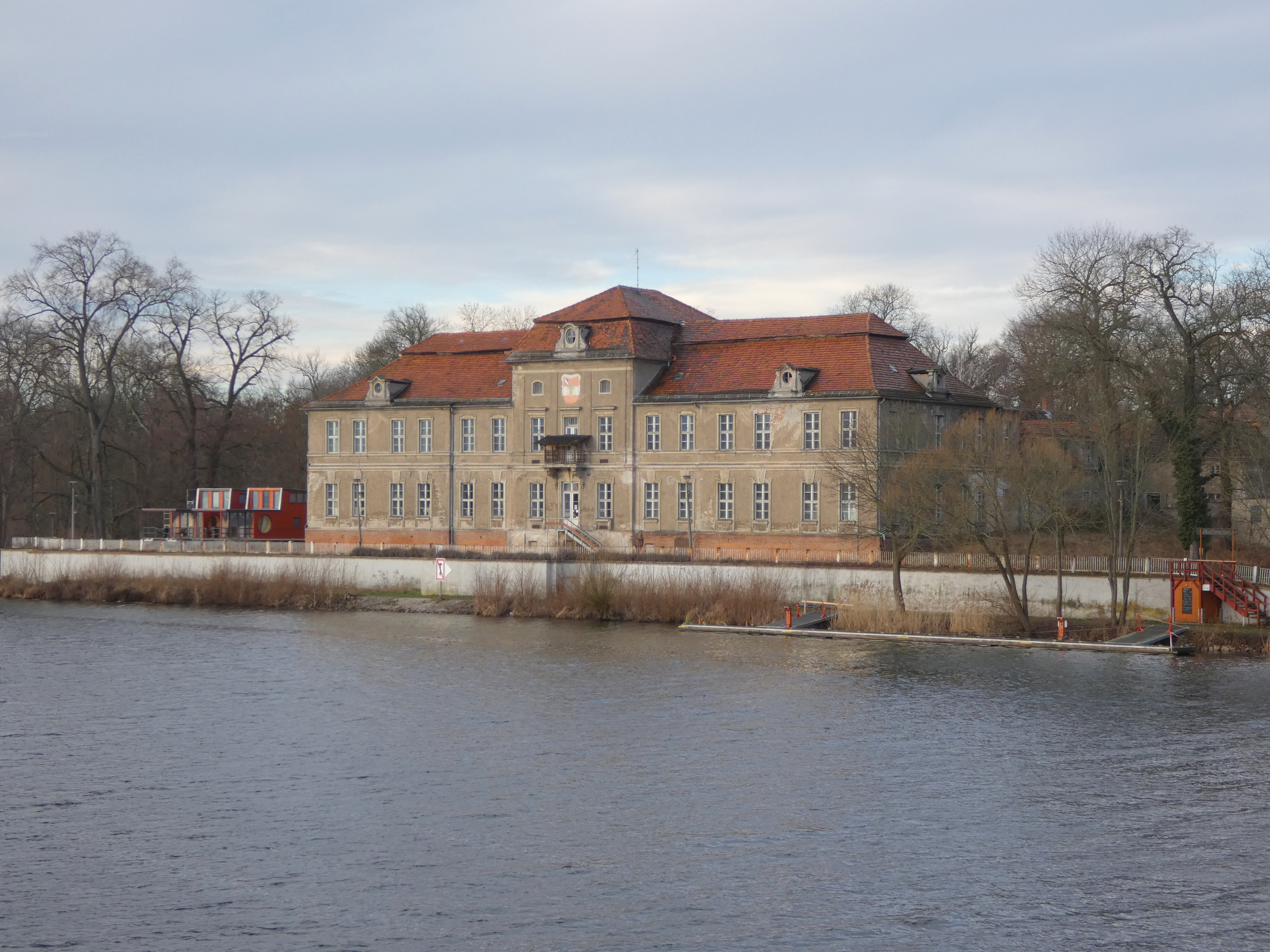
Schloss Plaue

Nach dem Tod ihres Mannes, des Markgrafen von Brandenburg-Schwedt, kam es zu einem längeren Rechtsstreit zwischen dessen legitimen Töchtern aus erster Ehe und der morganatischen Witwe. In diesem ging es um eine indirekte Schenkung von Schuldscheinen eines Majors von Levetzow für ein Darlehen in Höhe von 20.000 Talern, die ihr Mann ihr 1784 überlassen hatte. Den Rechtsstreit konnte die junge Baronin zu ihren Gunsten entscheiden.
Die Baronin von Stoltzenberg kam mit Adolf Julius Lauer († 1831) zusammen, der in Schwedt bei ihrem Gatten Friedrich Heinrich von Brandenburg-Schwedt Hof-, Kammer- und Forstrat gewesen war. Das Paar erwarb ein Gut Münchhofen bei Gotha. Adolf Julius Lauer wurde preußischer Kriegs- und Domänenrat und am 11. September 1790 per Adelsdiplom in Dresden im Kurfürstentum Sachsen zu Adolf Julius Freiherr Lauer von Münchhofen in den Reichsfreiherrenstand ebenfalls nobilitiert. Daran anschließend heiratete Marie Magdalene Charlotte Baronin von Stoltzenberg ein drittes Mal, nun den Freiherrn Lauer von Münchhofen.
Aus dieser Ehe gingen fünf Kinder, darunter drei Söhne hervor. Einer der Söhne war Adolf Freiherr Lauer von Münchhofen, preußischer Oberst und Kommandeur des Garde-Kürassier-Regiments. Für 76.000 Taler wurde im Mai 1793 das Schloss Plaue mit zugehörigen Ländereien gekauft, wo Marie Magdalene Charlotte 45 Jahre bis zu ihrem Tod lebte und das sie nach dem Tod ihres dritten Ehemanns selbst führte. Theodor Fontane beschrieb ihr Wirken in Plaue im fünften Band Fünf Schlösser seines Werks Wanderungen durch die Mark Brandenburg:

„Er vermählte sich mit Charlotte, Freifrau von Stoltzenberg. [...] Daß Plaue, trotz dieser den Verkehr beinahe aufhebenden Zerstörung der Brücke, die Zeit von Anno 1806 bis Anno 1813 ohne sonderliche Beschwerden überdauerte, war in hohem Grade das Verdienst der neuen Guts- und Schloßherrschaft. Freiherr von Lauer-Münchhofen starb erheblich früher als die Baronin. Nach seinem Hinscheiden übernahm diese die Verwaltung und leitete dieselbe segensreich, auch darin an die Görnezeit erinnernd.“